# Andraž Šporar
Andraž Šporar (* 27. února 1994, Lublaň) je slovinský profesionální fotbalista, který hraje na pozici útočníka za řecký klub Panathinaikos Athény a za slovinský národní tým.
Mimo Slovinsko působil na klubové úrovni ve Švýcarsku, Německu, na Slovensku, v Portugalsku a v Řecku.
Jeho otec Miha je bývalý slovinský fotbalista.

## Klubová kariéra
Svoji fotbalovou kariéru začal v klubu NK Olimpija Ljubljana, odkud v mládeži zamířil nejprve do týmu MNK Ljubljana a následně posílil celek NK Interblock.

### NK Interblock
Před sezonou 2011/12 se propracoval do A-mužstva Interblocku. Ligovou premiéru v dresu klubu si odbyl v prvním kole hraném 6. srpna 2011 proti celku NK Šampion (výhra 4:0), odehrál 73 minut a vstřelil gól na 1:0. Střelecky se prosadil i v následujících dvou kolech, kdy dal po jedné brance v soubojích s týmy NK Šmartno 1928 (výhra 2:0) a NK Bela Krajina (remíza 1:1) Svůj čtvrtý přesný zásah si připsal 22. 10. 2011 v odvetě se Šampionem (remíza 1:1), když ve 35. minutě otevřel skóre zápasu. Popáté v ročníku skóroval ve 12. kole v odvetném střetnutí s Belou Krajinou, když dal v 80. minutě jediný a tudíž vítězný gól utkání. Následně se střelecky prosadil až v dubnu 2012, ve kterém zaznamenal tři přesné zásahy. Po jedné brance dal proti mužstvům NK Radomlje (výhra 3:0), NK Šenčur (výhra 2:0) a NK Aluminij (prohra 1:2) Podeváté a podesáté skóroval v odvetách s Šmartnem (výhra 2:0) a Belou Krajinou (výhra 1:0) Na jaře 2013 Interblock sestoupil do třetí nejvyšší soutěže. Během roku odehrál celkem 21 ligových střetnutí.

### NK Olimpija Lublaň
V červenci 2012 Interblock opustil a zamířil do Olimpije Lublaň, kde začal svoji hráčskou kariéru.

#### Sezóna 2012/13
S Olimpiji se krátce po svém příchodu představil v předkolech Evropské ligy UEFA 2012/2013, v nichž nejprve slovinský celek postoupil po výhrách 2x 3:0 přes lucemburský klub Jeunesse Esch do druhého předkola, v němž vypadl s norským týmem Tromsø IL (remíza 0:0 a prohra 0:1 v prodloužení).
Svůj první ligový zápas za klub odehrál 15. 7. 2012 v prvním kole v souboji s celkem NK Domžale (prohra 1:2), na hřiště přišel v 58. minutě. První ligový gól při tomto angažmá zaznamenal následující týden, když ve 12. minutě skóroval proti Rudaru Velenje a podílel se na vysoké výhře 5:0 na hřišti soupeře. Následně se prosadil 1. září 2012 v souboji s mužstvem FC Koper (výhra 4:1), když ve 37. minutě zvyšoval na 3:1. Potřetí a počtvrté v sezoně se trefil v zápase 15. kola s klubem NK Celje a zasloužil se o vítězství 2:1. Svůj pátý přesný střelecký zásah si připsal v 16. kole hraném 3. 11. 2012 v souboji s týmem NK Aluminij (výhra 3:0), v 50. minutě otevřel skóre střetnutí. I svých dalších branek v ročníku docílil v listopadu 2012, kdy dal po jednom gólu v odvetách s Domžalemi (prohra 1:2) a Rudarem (výhra 1:0). Poosmé a podeváté se trefil 14. května 2013 ve 30. a 43. minutě v odvetném zápase s Celje, utkání skončilo remízou 2:2. Další dva přesné zásahy zaznamenal o dvanáct dní později ve 36. kole, kdy se podílel na výhře 4:0 nad mužstvem NK Triglav Kranj (výhra 4:0). V sezoně 2012/13 nastoupil v lize k 28 střetnutím.

#### Sezóna 2013/14
Za Lublaň skóroval v prvním zápase druhého předkola Evropské ligy UEFA 2013/14 při výhře 3:1 nad klubem MŠK Žilina ze Slovenska, odvetu však Olimpija nezvládla a po prohře 0:2 vypadla.
Svou první ligovou branku v sezoně vsítil ve 3. kole hraném 28. července 2013 v souboji s celkem NK Krka, když patnáct minut před koncem zvyšoval na konečných 5:0. Podruhé v ročníku skóroval v pátém kole proti Celje (výhra 3:2), trefil se ve 49. minutě. Následně se střelecky prosadil 13. září 2013 v souboji s týmem NK Zavrč (prohra 1:2). Svoji čtvrtou branku v sezoně zaznamenal o týden později proti Rudaru, když v 84. minutě dával gól na konečných 2:1. Popáté skóroval v 16. kole v souboji s mužstvem ND Gorica, utkání hrané v Lublani skončilo nerozhodně 2:2. Během roku si připsal celkem 17 ligových startů.

#### Sezóna 2014/15
Svoji první ligovou branku v sezoně zaznamenal proti klubu NK Krka, trefil se v 10. minutě a podílel se na domácím vítězství 3:1. Podruhé se střelecky prosadil 27. 8. 2014 v souboji s Koperem (výhra 2:1), když v 77. minutě zvyšoval na 2:0. Následně skóroval v odvetě proti stejnému soupeři, Olimpija tentokrát zvítězila na domácí půdě v poměru 4:0. 4. října 2014 ve 12. kole vsítil svůj čtvrtý gól v ročníku, stalo se tak v přestřelce 3:3 s týmem NK Maribor. Popáté v sezoně rozvlnil síť soupeřovy branky ve 13. kole v souboji s celkem NK Radomlje, když v 87. minutě zvyšoval na konečných 4:0. Další přesný střelecký zásah si připsal 8. 11. 2014 proti NK Zavrči (výhra 2:0), když ve 25. minutě otevřel skóre zápasu. O tři týdny později dal v odvetném střetnutí s mužstvem NK Krka svoji sedmou branku v ročníku. Trefil se v 76. minutě, ale pouze snižoval na konečných 1:2 pro soupeře. Následně se prosadil 2x v každé ze ve dvou odvet proti Radomlje, Ljubljana zvítězila v těchto střetnutích 4:0 a 3:1. Podvanácté a potřinácté v sezoně dal gól v souboji s klubem NK Celje (prohra 1:2) a v odvetném utkání se Zavrčí (výhra 2:1). Během ročníku 2014/15 nastoupil v lize ke 32 střetnutím.

#### Sezóna 2015/16
Svoji první ligovou branku v ročníku zaznamenal v úvodním kole hraném 18. července 2015 proti klubu ND Gorica, když v 89. minutě zvyšoval na konečných 4:1. Podruhé v sezoně vsítil gól ve čtvrtém kole v souboji s týmem NK Krško a podílel se na výhře 2:0. V rozmezí 6.-8. kola se 5x střelecky prosadil, když skóroval jednou do sítí mužstev NK Maribor (výhra 3:0) a NK Celje (výhra 6:0) a třikrát v souboji s Rudarem Velenje (výhra 5:0). Svoji osmou ligovou branku v ročníku dal ve 12. kole proti klubu NK Domžale (remíza 1:1), trefil se ve 38. minutě. Podeváté se střelecky prosadil v následujícím kole hraném 4. 10. 2015 v odvetném souboji s Krškem, když v 87. minutě zvyšoval z pokutového kopu na konečných 5:0. Střelecky nejpovedenější zápas během tohoto angažmá prožil v odvetě s Celje, Ljubljana zvítězila na půdě soupeře v poměru 4:0 a Šporar nastřílel všechny její góly v zápase. V následujících dvou zápasech se čtyřikrát střelecky prosadil, když vstřelil po dvou brankách v odvetách proti Rudaru Valenje (výhra 3:1) a Mariboru (remíza 2:2). Na podzim 2015 z pozice kapitána celku odehrál za Olimpiji Ljubljana 18 ligových střetnutí a zaznamenal v nich 17 ligových branek. V jarní části ročníku vybojoval tým ligový titul, na kterém se Šporar částečně podílel a zároveň se samotný hráč stal v této sezoně nejlepším střelcem soutěže.

### FC Basilej
V zimě 2015 projevila o Šporarovy služby zájem anglická mužstva Brighton & Hove Albion FC a slavný Liverpool FC, s nabídkou přišel také italský celek Inter Milán. Útočník však nakonec přestoupil do švýcarského klubu FC Basilej a stal se historicky nejdražším hráčem odchozím ze slovinské nejvyšší soutěže.
Ligový debut v dresu Basileje absolvoval 14. února 2016 ve 20. kole v souboji s týmem Grasshopper Club Zürich (výhra 4:0), na hřiště přišel v 70. minutě. Po půl roce tohoto angažmá s mužstvem získal ligový titul. Na podzim 2016 se s Basilejí představil ve skupinové fázi Ligy mistrů UEFA 2016/17, kde byl celek nalosován do skupiny A a v konfrontaci s kluby PFK Ludogorec Razgrad (Bulharsko), Arsenal FC (Anglie) a Paris Saint-Germain FC (Francie) skončil se ziskem dvou bodů na čtvrtém místě. Svůj první a zároveň jediný ligový gól během tohoto angažmá zaznamenal 15. 4. 2017 proti týmu FC Lausanne-Sport (výhra 4:0), když v 59. minutě zvyšoval na průběžných 3:0. V sezoně 2016/17 vybojoval s Basilejí „double“, tzn. ligový titul a triumf v domácím poháru. Během celého tohoto angažmá odehrál za mužstvo v lize 19 zápasů.

### Arminia Bielefeld (hostování)
V létě 2017 odešel z Basileje na roční hostování do německého celku Arminia Bielefeld tehdy působícího ve 2. Bundeslize. Svoji ligovou premiéru za Arminii si odbyl v úvodním kole hraném 29. července 2017 v souboji s klubem SSV Jahn Regensburg, na hřiště přišel v 71. minutě a na konci druhého poločasu vsítil rozhodující branku na konečných 2:1. Podruhé v ročníku se střelecky prosadil v devátém kole proti týmu 1. FC Norimberk, trefil se v 61. minutě a podílel se na vítězství 2:1 na hřišti soupeře. Na podzim 2017 nastoupil k devíti ligovým střetnutím.

### ŠK Slovan Bratislava
V zimním přestupovém období ročníku 2017/18 měl nabídky z Belgie, Nizozemska a Srbska, ale nakonec v lednu 2018 přestoupil do slovenského mužstva ŠK Slovan Bratislava, se kterým uzavřel kontakt na čtyři a půl roku. Přestupová částka nebyla zveřejněna, ale podle zákulisních informací přišel Šporar do Slovanu za 2 miliony € a měsíčně dostával 60 tisíc €.

#### Sezóna 2017/18
První ligový zápas v dresu "belasých" odehrál 18. 2. 2018 ve 20. kole proti Zemplínu Michalovce (remíza 1:1), nastoupil na 62 minut. Poprvé v lize za Slovan skóroval ve 22. kole v souboji s klubem FC Nitra, když ve 37. minutě dal jediný rozhodující gól utkání. Svůj druhý ligový gól během tohoto angažmá zaznamenal 22. dubna 2018 proti týmu AS Trenčín a podílel se na vítězství 3:1 na půdě soupeře. Potřetí se střelecky prosadil za "belasé" v derby se Spartakem Trnava (výhra 2:1), branku dal ve 49. minutě zápasu. 1. května 2018 skóroval ve finále slovenského poháru hraného v Trnavě proti celku MFK Ružomberok, Slovan zvítězil v poměru 3:1 a obhájil tak zisk této trofeje z předešlé sezony 2016/17. Během půl roku odehrál v lize 12 utkání.

#### Sezóna 2018/19
Se Slovanem Bratislava postoupil přes moldavské mužstvo FC Milsami Orhei (výhry 4:2 a 5:0) a klub Balzan FC z Malty (prohra 1:2 a výhra 3:1) do třetího předkola Evropské ligy UEFA 2018/19, v němž "belasí" vypadli po výhře 2:1 a prohře 0:4 s rakouským celkem Rapid Vídeň. V předkolech EL zaznamenal celkem pět gólů, třikrát se prosadil proti Milsami (jednou ve venkovním a dvakrát v domácím zápase) a dvě branky dal v odvetě s Balzanem.
Měl skvělý vstup do ligové sezony, když v prvních pěti střetnutích dal šest gólů. Prosadil se dvakrát proti týmu FK Železiarne Podbrezová (výhra 3:0). a po jedné brance dal do sítí mužstev FC ViOn Zlaté Moravce – Vráble (výhra 4:1), FC Nitra (remíza 1:1), MFK Ružomberok (výhra 2:0) a AS Trenčín (remíza 3:3). Následně vstřelil dva góly ve šlágru 8. kola v souboji s klubem FC DAC 1904 Dunajská Streda (výhra 3:2), trefil se v 19. a 73. minutě. Podeváté v ročníku se trefil v 10. kole proti Spartaku Trnava (výhra 2:1), když ve 42. minutě otevřel skóre zápasu. Svoji desátou a jedenáctou branku v sezoně zaznamenal v 11. kole hraném 20. 10. 2018 v odvetě se Zlatými Moravcemi - Vráblemi (výhra 3:1), skóroval ve 28. a v 71. minutě z penalty. Podvanácté v ročníku se prosadil 3. listopadu 2018 ve 26. minutě a podílel se na vysoké domácí výhře 6:0 nad Zemplínem Michalovce. V následujícím kole v odvetném střetnutí s Nitrou otevřel ve 38. minutě gólem z pokutového kopu skóre zápasu, Slovan zvítězil na půdě soupeře v poměru 2:1. Svůj čtrnáctý gól v ročníku zaznamenal 1. prosince 2018 v 17. kole v odvetě s Trenčínem (výhra 3:0). Trefil se i v dalším kole z penalty v odvetném střetnutí s Žilinou, když ve 40. minutě zvyšoval na průběžných 4:0. Zápas skončil vítězstvím Slovanu v poměru 5:2. Pošestnácté v sezoně se střelecky prosadil 16. 2. 2019 v odvetném souboji s Dunajskou Stredou, Slovan díky jeho trefě z pokutového kopu ze 79. minuty zvítězil 1:0 na půdě tehdy druhého týmu tabulky. Svoji sedmnáctou branku v ročníku zaznamenal v následujícím kole při výhře 1:0 proti týmu ŠKF iClinic Sereď (výhra 1:0). 3. března 2019 se jako první prosadil v ligovém zápase na novém Tehelném poli, když dal dva góly v odvetě s Trnavou (výhra 2:0). Podvacáté v sezoně se trefil v úvodním kole nadstavbové části hraném 16. 3. 2019 v odvetném utkání proti Seredi, když v 80. minutě zvyšoval na konečných 4:1. Následně dal gól ve třetím vzájemném měření sil s Dunajskou Stredou, když v 90.+1. minutě zvyšoval na domácím stadionu na konečných 3:1. S "belasými" získal 14. dubna 2019 po výhře 3:0 nad Žilinou ve třetím vzájemném měření sil šest kol před koncem ročníku mistrovský titul. Svoji dvacátoudruhou a dvacátoutřetí branku v sezoně zaznamenal v pátém kole nadstavbové části v odvetném střetnutí proti Ružomberku (výhra 3:2), trefil se v 19. a v 61. minutě z pokutového kopu. 11. 5. 2019 dal při oslavách 100 let od založení týmu tři góly ve čtvrtém souboji v ročníku s Žilinou, Slovan porazil soupeře doma v poměru 6:2. Podvacátésedmé a podvacátéosmé skóroval o týden později ve 31. kole v odvetě s Michalovcemi, když se při remíze 3:3 prosadil ve 40. a v 76. minutě. Následně se střelecky prosadil v posledním 32. kole ve čtvrtém vzájemném měření sil se Seredí (výhra 3:1), trefil se z penalty v 55. minutě. 25. května 2019 byl stejně jako jeho spoluhráči Dominik Greif, Vasil Božikov, Aleksandar Čavrić, Marin Ljubičić, Moha a trenér Martin Ševela zvolen do nejlepší jedenáctky ročníku 2018/19 Fortuna ligy. Během sezóny odehrál za "belasé" 30 ligových zápasů, ve kterých zaznamenal 29 branek a vyrovnal tím rekord Róberta Semeníka z ročníku 1995/96 v počtu vstřelených gólů za jednu sezonu.

#### Sezóna 2019/20
V létě 2019 o něj byl po úspěšném ročníku velký zájem z ciziny, nakonec ale Šporar zůstal ve Slovanu a uzavřel s ním novou smlouvu do roku 2023. S "belasými" se představil v prvním předkole Ligy mistrů UEFA 2019/2020 proti černohorskému celku FK Sutjeska Nikšić a po vypadnutím s tímto soupeřem bylo jeho mužstvo přesunuto do předkol Evropské ligy UEFA 2019/2020, kde se Slovanem postoupil přes kosovský klub KF Feronikeli (výhry doma 2:1 a venku 2:0), tým Dundalk FC z Irska (výhry doma 1:0 a venku 3:1) a řecké mužstvo PAOK Soluň (výhra doma 1:0 a prohra venku 2:3) do skupinové fáze. Se Slovanem byl zařazen do základní skupiny K, kde v konfrontaci s kluby Beşiktaş JK (Turecko), SC Braga (Portugalsko) a Wolverhampton Wanderers FC (Anglie) skončil s "belasými" na třetím místě tabulky a do jarního play-off s nimi nepostoupil. V evropských pohárech zaznamenal celkem sedm přesných zásahů, z toho pět v základní skupině.
Své první dvě ligové branky v ročníku 2019/20 zaznamenal v úvodním kole hraném 20. července 2019 v souboji s týmem FK Pohronie (výhra 3:1), trefil se v 53. (z pokutového kopu) a v 85. minutě. Následně skóroval v pátém kole proti Seredi, když při vysokém vítězství 4:0 na hřišti soupeře dal gól v 65. minutě. Počtvrté se střelecky prosadil v sedmém kole v souboji s Dunajskou Stredou (prohra 2:5). Další gól vsítil v následujícím kole 15. 9. 2019 v derby s Trnavou (výhra 2:0), když ve 20. minutě otevřel skóre utkání. O týden později se mu podařilo dvakrát skórovat v duelu na hřišti Trenčína, trefil se ve 25. a v 74. minutě a podílel se na vítězství 4:2. Svůj osmý gól v sezoně dal v 11. kole, když v 84. minutě vyrovnal skóre utkání na konečných 1:1 v souboji s Ružomberkem. Podeváté v ročníku se trefil proti Michalovcům, když ve 30. minutě zaznamenal jedinou a tudíž rozhodující branku střetnutí. Následně skóroval 23. listopadu 2019 a svými dvěma brankami rozhodl zápas se Seredí (výhra 2:0), na hrací plochu přitom přišel v 65. minutě jako střídající hráč. Svůj dvanáctý gól v sezóně vsítil v souboji s Dunajskou Stredou, když v 53. minutě zvyšoval na konečných 2:0. Slovan na jaře 2020 obhájil titul z předešlé sezony 2018/19. S "belasými" ve stejném ročníku triumfovali i ve slovenském poháru a získali tak „double“. Šporar se na těchto úspěších částečně podílel. V červenci 2020 byl zařazen do nejlepší jedenáctky roka. V sezoně se navíc stal se 12 zásahy v 11 utkání nejlepším střelcem slovenské ligy.

### Sporting CP
V zimním přestupovém období 2019/20 měl Šporar opět mnoho nabídek ze zahraničí a nakonec odešel do portugalského Sportingu CP z Lisabonu. Slovan za historicky nejdražší přestup ze slovenské ligy zinkasoval i s bonusy přes sedm milionů eur a získal rovněž deset procent z částky z dalšího přestupu. Se Sportingem se krátce po svém příchodu představil v šestnáctifinále Evropské ligy UEFA, kde s mužstvem nestačil po výhře 3:1 a prohře 4:1 v prodloužení na turecký celek İstanbul Başakşehir FK a vypadl. Šporar se střelecky prosadil v prvním zápase.
Ligový debut v dresu CP absolvoval v 18. kole hraném 27. 1. 2020 proti klubu CS Marítimo (výhra 1:0), na trávník přišel v 15. minutě. Poprvé v sezoně za Sporting CP se střelecky prosadil ve 22. kole v souboji s týmem Boavista FC (výhra 2:0), když ve 13. minutě otevřel skóre zápasu. Další branky dal ve 24. a 25. kole, když se nejprve jednou trefil proti mužstvu C.D. Aves (výhra 2:0) a dvakrát skóroval do sítě klubu Vitória SC (remíza 2:2). Popáté v ročníku za Sporting se prosadil v souboji s týmem CD Tondela, když ve 31. minutě z penalty zvyšoval na konečných 2:0. Následně skóroval 25. července 2020 v lisabonském derby v souboji s Benficou Lisabon (prohra 1:2), trefil se v 69. minutě. Během půl roku si připsal v lize 16 střetnutí.

## Klubové statistiky
Aktuální k 27. červenci 2020
| Sezona    | Klub                      | Soutěž        | Zápasy | Góly |
| --------- | ------------------------- | ------------- | ------ | ---- |
| 2011/2012 | NK Interblock             | 2. SNL        | 21     | 10   |
| 2012/2013 | NK Olimpija Lublaň        | 1. SNL        | 28     | 11   |
| 2013/2014 | NK Olimpija Lublaň        | 1. SNL        | 17     | 5    |
| 2014/2015 | NK Olimpija Lublaň        | 1. SNL        | 32     | 13   |
| 2015/2016 | NK Olimpija Ljubljana     | 1. SNL        | 18     | 17   |
| 2015/2016 | FC Basilej                | Super League  | 1      | 0    |
| 2016/2017 | FC Basilej                | Super League  | 18     | 1    |
| 2017/2018 | Arminia Bielefeld (host.) | 2. Bundesliga | 9      | 2    |
| 2017/2018 | ŠK Slovan Bratislava      | Fortuna liga  | 12     | 3    |
| 2018/2019 | ŠK Slovan Bratislava      | Fortuna liga  | 30     | 29   |
| 2019/2020 | ŠK Slovan Bratislava      | Fortuna liga  | 11     | 12   |
| 2019/2020 | Sporting CP               | Primeira Liga | 16     | 6    |

## Reprezentační kariéra
Andraž Šporar je bývalý slovinský mládežnický reprezentant, nastupoval za výběry do 18, 19, 20 a 21 let.

### A-mužsto
V A-týmu Slovinska debutoval v kvalifikačním zápase na Mistrovství Evropy 2020 hraném v Attardu 11. listopadu 2016 proti reprezentaci Malty (výhra 1:0), na hrací plochu přišel v 83. minutě. Svůj první gól v seniorské reprezentaci zaznamenal 21. 3. 2019 v souboji s Izraelí (remíza 1:1), když ve 48. minutě otevřel skóre zápasu. Podruhé za Slovinsko skóroval ve střetnutí proti Polsku, když v 65. minutě zvyšoval na konečných 2:0.

### Reprezentační zápasy a góly
Zápasy a góly Andraže Šporara v A-týmu slovinské reprezentace
| 2016                 | 2  | 0 |
| 2017                 | 2  | 0 |
| 2018                 | 7  | 0 |
| 2019                 | 8  | 2 |
| Celkem               | 19 | 2 |
| Platí k 29. 12. 2019 |    |   |

Góly Andraže Šporara za A-mužstvo Slovinska
| 010                 | 21. 3. 2019 | Sammy Ofer Stadium, Haifa, Izrael  | Izrael | 00:1 0(48.) | 1:1 | kvalifikace na ME 2020 |
| 020                 | 06. 9. 2019 | Stadion Stožice, Lublaň, Slovinsko | Polsko | 02:0 0(65.) | 2:0 | kvalifikace na ME 2020 |
| Platí k 17. 9. 2019 |             |                                    |        |             |     |                        |